# The Jazz Workshop (George-Russell-Album)
The Jazz Workshop – George Russell, auch The Jazz Workshop – The George Russell Smalltet war das Debütalbum des Komponisten, Arrangeurs und Perkussionisten George Russell. Es entstand in drei Aufnahmesitzungen mit teilweise unterschiedlichen Besetzungen vom 31. März bis 21. Dezember 1956 in New York City. Die Platte erschien 1957 bei RCA Victor in der Reihe The Jazz Workshop, auch The RCA Victor Jazz Workshop.

## Das Album
Der Modern Jazz in der Mitte der 1950er Jahre teilte sich in zwei Lager auf, schrieb Steve Ellman in den Liner Notes zur CD-Ausgabe des Albums. Ein Teil der Musiker bildeten das Hardbop-Lager um Horace Silver und Art Blakey, der andere, von Lennie Tristano bis Gerry Mulligan, entwickelte die harmonischen Innovationen des Bebop und des Cool Jazz weiter; zu ihnen gehörte auch der Komponist George Russell, der in einer musikalischen Wechselbeziehung mit den Ideen von Miles Davis, Lee Konitz und Teddy Charles stand, aber auch vom Komponisten Duke Ellington beeinflusst war. Sein Lydian Chromatic Concept of Tonal Organization for Improvisation, das er zu Beginn der 1950er schriftlich niedergelegt hatte, wurde zur Quelle für den modalen Jazz von Miles Davis und John Coltrane.
Russell wurde 1956 durch seine Zusammenarbeit mit Gil Evans, Dizzy Gillespie, John Lewis und Charles Mingus bekannt. Für erste Aufnahmen unter eigenem Namen hatte er bereits seine musikalische Sprache gefunden. Das Label RCA Victor startete zu dieser Zeit eine Reihe unter dem Titel The Jazz Workshop (auch Mingus nannte Mitte der 1950er seine Projekte ähnlich, Jazz Composers Workshop), in der unter anderem das Debütalbum des Altsaxophonisten Hal McKusick erschienen war, der auch bei der ersten Session von Russell mitwirkte. The Jazz Workshop – George Russell war das erste Album des Modern Jazz, das unter der Leitung eines Komponisten aufgenommen wurde, der dabei nicht als ausführender Musiker agierte; Russell war lediglich in Fellow Delegates als Perkussionist zu hören.
Die erste Aufnahmesitzung fand am 31. März statt; George Russells „Smalltet“ bestand aus Art Farmer, Bill Evans, dem Gitarristen Barry Galbraith, dem Bassisten Milt Hinton und dem Schlagzeuger Joe Harris. Vier Titel wurden eingespielt, Ye Hypocrite, Ye Beelzebub, Jack’s Blues, Livingstone I Presume und das stark von Tristano beeinflusste Ezz-Thetic (basierend auf den Akkorden von Love for Sale), das Lee Konitz schon 1951 mit Miles Davis eingespielt hatte und zu Russells meistgespieltem Stück wurde. Barry Galbraith gab hier das harmonische Grundgerüst, Bill Evans spielte ein längeres Solo.
Für seine zweite Studiositzung am 17. Oktober, bei der vier weitere Titel entstanden, kam für Schlagzeuger Harris der junge Paul Motian hinzu. Eingespielt wurden Round Johnny Rondo, Witch Hunt, das Elemente aus dem Stück Jumpin’ with Symphony Sid aufnimmt, den stimmungsvollen Titel Night Sound mit Assoziationen an Béla Bartók und Chopin und das swingende Concerto for Billy the Kid. Auf dem ihm gewidmeten Concerto for Billy the Kid spielte Evans (ähnlich wie bereits in Ezz-Thetic) ein herausragendes Solo, aber auch Art Farmer und Hal McKusick kamen ausgiebig zu Wort. Das „Concerto“, das stark von Motiven des Komponisten Aaron Copland beeinflusst ist, geriet so zu einem Höhepunkt im Schaffen des jungen Pianisten Bill Evans, der einen Monat zuvor sein Debütalbum New Jazz Conceptions mit Motian aufgenommen hatte. Russell ließ das „Concerto“, bei der folgenden Session im Dezember erneut spielen. Später diente es als Prelude zu seiner Komposition All About Rosie.
Bei der dritten und letzten Studio-Session am 21. Dezember 1956 ersetzte Teddy Kotick Milt Hinton; Osie Johnson kam für Motian hinzu. Eingespielt wurden zwei Versionen der Ballad of Hix Blewitt (mono- bzw. stereophon), bei der McKusick Flöte spielt, The Sad Sergeant, Knights of the Steamtable und der Stereo-Mitschnitt von Concerto for Billy the Kid. Außergewöhnlichstes Stück der Dezember-Sitzung war wohl das atmosphärische Fellow Delegates, bei der Russell chromatisch gestimmte Trommeln (Boobams) spielte; Steve Ellman zufolge ist es das einzige aufgenommene Trommel-Solo des Komponisten.

## Bewertung des Albums
Mátyás Kiss schrieb 1999 in seiner Besprechung für die Zeitschrift Rondo: „Der in jenen Jahren von Mingus und diversen RCA-Künstlern strapazierte Begriff „Jazz Workshop“ war zuweilen bloße Ausrede für Unausgegorenes – anders hier: Russells swingend vorgetragene, melodisch ansprechende Werkstücke haben die Zeiten und Moden glänzend überdauert.“
Der Bostoner Kritiker Steve Ellman hebt in den Liner Notes hervor, dass das Jazz Workshop-Album der Auftakt zu einer vielversprechenden Karriere war. Russell sei hier ein Virtuose, nicht an den Tasten eines Klaviers oder als Schlagzeuger, sondern mit seinem Denken und Schaffen: Seine Solisten erschienen an ungewohnten Stellen; der Ensembleklang setze sich hinweg über die Größe des sechsköpfigen Smalltet. Russell spiele die Gruppe mit sicheren Händen und wachen Ohren, so geschickt sei er, dass die ausgeschriebenen Passagen so spontan wie die Soli klingen. Auch nach hundertmaligem Hören hätten Russells Kompositionen die Kraft der Überraschung.
Die Autoren Richard Cook und Brian Morton, die dem Album die höchste Bewertung verliehen, halten das Album – neben dem 1961 entstandenen Ezz-thetics (Riverside Records) – für einen sehr guten Einstieg in die Musik von Russell. Allmusic verlieh dem Album die zweithöchste Note: viereinhalb Sterne.
Ian Carr bezeichnet das Album im Rough Guide Jazz als eines der bedeutendsten in der Diskographie des Komponisten; es enthalte „zwölf wunderbar komponierte Titel“; Russells Smalltet sei eine „brillante Gruppe, die mit ihrem individuellen Spiel das Album zu einem der dynamischsten Jazzalben aller Zeiten mache; Bill Evans’ Soli in den beiden Takes von Concerto for Billy the Kid sind großartig.“
Die Musikzeitschrift Jazzwise nahm das Album in die Liste The 100 Jazz Albums That Shook the World auf; Duncan Heining schrieb:

“One of the most important jazz albums ever. Using just six players, Russell achieves wonderful orchestral textures within these 12 compositions, thanks partly to guitarist Galbraith, and introduces the world to modal jazz (and Bill Evans) en route. Strange new harmonies, polyrhythms, pantonality and extended composition – with Russell and Gil Evans, jazz just became a complete new zone of potentialities. More influential on the jazz community directly, on Miles, Coltrane and Oliver Nelson, than through its sales, this is the one that so many musicians still check out. A masterpiece of small group playing and a masterclass on the role of composition in the music.”

„Eine der bedeutendsten Jazzalben aller Zeiten. Obwohl er nur sechs Musiker verwendet, schafft Russell mit diesen zwölf Kompositionen wunderbare orchestrale Texturen, teilweise dank des Gitarristen Galbraith, und er führt die Welt auf dem Weg in den Modalen Jazz ein. Fremdartige neue Harmonien, Polyrhythmen, Pantonalität und ausgedehnte Kompositionen –mit Russell und Gil Evans, wurde der Jazz zu einem komplett neuem Gebiet von Möglichkeiten. Durch seinen Einfluss auf die Jazzcommunity, auf Miles, Coltrane und Oliver Nelson, der größer war als sich dies durch Verkaufszahlen ausdrückte, war es das Album, das so viele Musiker unter die Lupe nahmen. Ein Meisterwerk des Ensemblesspiels und eine Meisterklasse für die Rolle der Komposition in der Musik.“

## Die Titel
The Jazz Workshop – George Russell (RCA Victor LPM 1372)

Alle Kompositionen stammen von George Russell.
1. Ye Hypocrite, Ye Beelzebub (3:53)
2. Jack’s Blues (3:47)
3. Livingstone I Presume (3:28)
4. Ezz-Thetic (5:16)
5. Night Sound (3:58)
6. Round Johnny Rondo (3:31)
7. Fellow Delegates (5:42)
8. Witch Hunt (3:50)
9. The Sad Sergeant (3:27)
10. Knights of the Steamtable (2:36)
11. Ballad of Hix Blewitt (3:18)
12. Concerto for Billy the Kid (4:44)
13. Ballad of Hix Blewitt [alternate take] (3:45)
14. Concerto for Billy the Kid [alternate take] (4:46)